# May-Britt Moser
May-Britt Moser (született 1963. január 4., Fosnavåg) norvég neurofiziológus, agykutató. 2014-ben férjével, Edvard Moserrel és a brit-amerikai John O'Keefe-fel közösen elnyerte az orvostudományi Nobel-díjat, mert "felfedezték az agy helyzetérzékelő rendszerének sejtjeit". 

## Életrajza
May-Britt Moser 1963. január 4-én született az észak-norvégiai kisvárosban Fosnavågban, Bergsøya szigetén. Vallásos családja farmján nőtt fel. Az Oslói Egyetemen tanult matematikát, kémiát, fizikát majd pszichológiát és 1990-ben diplomázott pszichológiából és neurobiológiából.  
1985-ben házasodott össze Edvard Moserrel és közösen elhatározták, hogy agykutatással akarnak foglalkozni. Férjével együtt Per Oskar Andersen laboratóriumában a patkányok hippokampuszának anatómiája és a térbeli tájékozódás tanulása közötti összefüggést vizsgálták, ebből írták doktori disszertációjukat 1995-ben. A következő évben az Edinburgh-i Egyetemen Richard Morris laboratóriumában, illetve a University College London tanáránál, John O’Keefe-nél dolgoztak. May-Britt és férje 1996-tól a trondheimi Norvég Tudományos és Műszaki Egyetem adjunktusa lett, ahol később mindkettőjüket professzorrá nevezték ki. 

### Kutatási területe
A Moser házaspár kutatási területe a hippokampusz neurális hálózata volt, azon belül a helyzetérzékelő agyi térképek létrejötte. Az O'Keefe által 1971-ben felfedezett helysejtek (place cells) aktivitását vizsgálva figyeltek fel az entorhinális kéreg, illetve a helyzetérzékelésben fontos szerepet játszó CA1 régió kapcsolatára. Elektródákkal mérve az egyes sejtek elektromos aktivitását az entorhinális kéreg dorzokaudális mediális területén (dorsocaudal medial entorhinal cortex, dMEC) megtalálták azokat a neuronokat, amelyek a patkány térbeli helyzetének változása esetén tüzeltek. A helysejtektől eltérően azonban ezek a neuronok szabályos rendben helyezkedtek el egymáshoz képest: egyenlő oldalú háromszögekből álló rácsot képeztek. Innen kapták rácssejt (grid cell) elnevezésüket is.
Későbbi kutatásaik során a Moser házaspár megtalálta a fej helyzetét, illetve az állat közvetlen környezetének határait figyelő sejteket is. Az általuk felfedezett sejttípusok kapcsolatban álltak a hippokampusz helysejtjeivel is az állat térbeli orientációjának meghatározása során. A neuronok alkotta helyzetmeghatározó rendszert olykor "belső GPS"-ként is emlegetik.
2007-ben May-Britt és Edvard Moser a trondheimi egyetem égisze alatt megalapította a Kavli Institute for Systems Neuroscience-t, 2013-ban pedig a Centre for Neural Computation-t. 

## Díjai

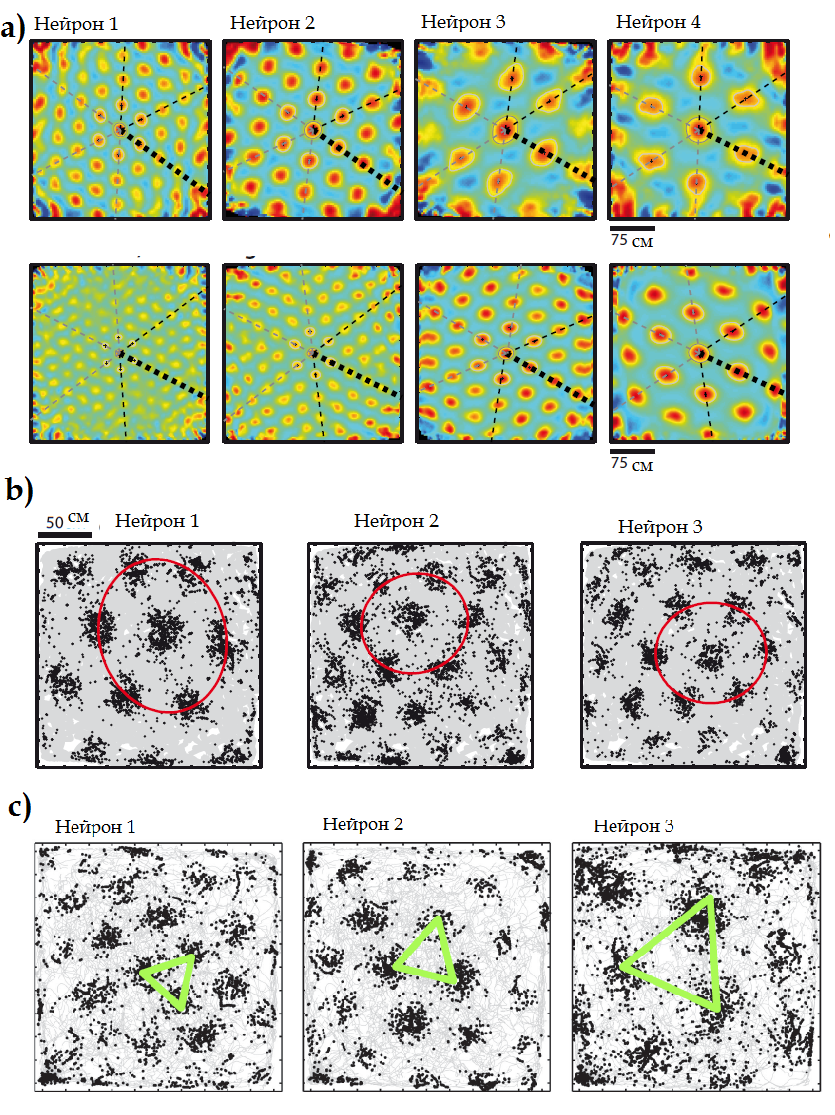
Rácssejtek

Kitüntetései és díjai nagy részét férjével együtt kapta meg.
- 1999: A Norvég Királyi Tudományos Akadémia fiatal kutatóknak adományozott díja
- 2005: a Columbia Egyetem W. Alden Spencer-díja
- 2006: a Zürichi Egyetem Betty és David Koetser-díja
- 2006: a párizsi Bettencourt Alapítvány Liliane Bettencourt-díja
- 2008: a Lundi Egyetem Eric K. Fernström-díja
- 2011: a svájci Louis Jeantet Alapítvány orvosi kutatásért adományozott díja
- 2011: Anders Jahre-díj
- 2012: Perl-UNC neurobiológiai díj
- 2013: Louisa Gross Horwitz-díj
- 2013: a Norvég Királyi Tudományos Akadémia Fridtjof Nansen-díja
- 2014: Karl Spencer Lashley-díj
- 2014: Körber Európai Tudományos Díj
- 2014: orvostudományi Nobel-díj Edvard Moserrel és John O'Keefe-fel közösen. May-Britt és Edvard Moser volt az ötödik házaspár, aki együttes Nobel-díjban részesült.